# Basket Club Montbrison Féminines
Actualités
Le Basket Club Montbrison Féminin est un club français de basket-ball fondé en 1991 et basé dans la ville de Montbrison.
Le club évolue en Ligue féminine de basket 2.

## Historique
Créé en 1934 par une poignée de sportifs passionnés, le club devint très vite un des clubs phare de la région Rhône-Alpes et évolua durant de nombreuses années parmi les plus grands clubs Français.
La salle Cherblanc, appelée jusqu'en 2008 complexe sportif de Beauregard, est utilisée jusqu'en 2023 et est l'une des plus anciennes salles de basket d'Europe en activité.
La saison 2019-2020 a été interrompue à la 17e journée à la suite de la crise sanitaire du Covid 19.
La saison 2020-2021, le BCMF a terminé 8ème de la saison régulière avec la plus mauvaise défense du championnat. Des matchs à huis clos toute la saison. Il assurer une 7ème saison en ligue 2 Professionnelle féminine et en se qualifiant pour les play-offs (annulés à cause des problèmes sanitaires).
Troisième de la saison régulière de la saison 2024-2025 après son dernier match de phase régulière remportée contre Feytiat près de Limoges et demi-finaliste la saison passée, le club ligérien tentera d’écrire une nouvelle page de son histoire dans cette série après avoir battu BC La Tronche-Meylan non loin de Grenoble en trois manches puis Union sportive Basket Damigny Alençon 61 en deux manches. Pour la première fois de l’histoire du club, le BC Montbrison Féminin participera à la dernière étape des playoffs de LF2 avec toujours à sa tête, son emblématique entraîneur Corinne Benintendi. le Toulouse Métropole Basket et le BC Montbrison Féminin. Une opposition en deux manches gagnantes s’engagera pour connaitre le successeur de C' Chartres Métropole Basket Féminin au titre national et à l’accession du Championnat de France féminin de basket-ball. Malgré événement historique pour Montbrison qui atteint pour la première fois de son histoire la dernière marche pour tenter d'accèder à l'élite échoue façe à Toulouse pour les deux manches (61)-(57), puis dans son Gymnase André-Dubruc pour la belle (70)-(73) MVP du match Kaleena Mosqueda-Lewis 17 points. le BCMF tombe avec les honneurs le titre de championnes de France et l’accession en LFB revient au Toulouse Métropole Basket.

## Palmarès
- Champion de France de Nationale 1 : 2015
- Champion de France de Nationale 2 : 2014
- Champion de France de Nationale 3 : 2013

## Présidents
- -2011 : Nicole Loriguet
- 2011- : Hervé Monzy
- -2019 : Sylvie Lacaille
- Depuis 2019 : Jean-Marie Daragon

## Entraîneurs
- 2013- : Corinne Benintendi